# Rivolta dei Dungani (1862-1877)
La rivolta dei Dungani (1862-1877) o rivolta Tongzhi Hui (同治回變/亂T, 同治回变/乱S, Tóngzhì Huí Biàn/LuànP, Xiao'erjing: توْجِ حُوِ بِيًا/لُوًا, fu una guerra, principalmente etnica e religiosa, combattuta nel XIX secolo nella Cina occidentale, principalmente durante il regno di Tongzhi (1861-75) della dinastia Qing. Il termine a volte comprende la ribellione Panthay nello Yunnan, che si verificò durante lo stesso periodo. Tuttavia, qui ci si riferisce specificamente alla rivolta dei membri del gruppo musulmano Hui e di altri musulmani in Cina nelle provincie di Shaanxi, Gansu e Ningxia e Xinjiang, tra il 1862 e il 1877. Alcuni sostengono che la rivolta sorse su una disputa sui prezzi di vendita di canne di bambù tra un commerciante Han cinese e un Hui. Tuttavia, secondo i documenti storici dell'epoca, le canne di bambù vennero acquistate in grandi quantità dagli Hui per fabbricare lance come armi. Inoltre, c'erano già stati attacchi nelle contee Han prima dell'incidente dei bambù di Shengshan. Il conflitto alla fine portò a massacri su vasta scala di cinesi Han e non musulmani. Si registrò un calo demografico di 20,77 milioni di abitanti, nello Shaanxi e nel Gansu, a causa della migrazione e della morte connessa alla guerra. Un ulteriore calo della popolazione del 74,5% si è verificato a Gansu e del 44,7% nello Shaanxi. Nello Shaanxi, l'83,7% (5,2 milioni) della perdita totale si verificò nel periodo della guerra come conseguenza delle migrazioni di massa e della morte correlata al conflitto. La morte di molti civili fu causata da carestie nel corso della guerra.
La rivolta si verificò sulla sponda occidentale del Fiume Giallo nello Shaanxi, Gansu e Ningxia, escludendo la provincia dello Xinjiang. Fu un evento caotico, che spesso coinvolgeva diverse bande di guerrieri e capi militari senza una causa comune o un singolo obiettivo specifico. Un malinteso comune è che la rivolta fosse diretta contro la dinastia Qing, ma nessuna prova dimostra che i ribelli intendevano attaccare la capitale, Pechino, o rovesciare l'intero governo Qing, bensì per vendicarsi dei loro nemici personali per le ingiustizie subite. Dopo il fallimento della rivolta, si verificò un'emigrazione di massa dei Dungani da Ili alla Russia imperiale.